# Manoir d'Harviala
Le manoir d'Harviala (finnois : Harvialan kartano) est un manoir situé à Janakkala et Hämeenlinna en Finlande.

## Présentation
Selon les récits traditionnels, un manoir a été construit sur le site du village pendant la domination suédoise.
Le premier propriétaire du manoir aurait été Pentti le fils de Birger Jarl (1254-1291), qui deviendra  duc de Finlande et évêque de Linköping. 
Harviala était la plus grande propriété de Rälssi de la paroisse de Vanaja.
Le manoir est donc hérité du Moyen Âge, alors qu'il était par exemple propriété de la famille Kurki. 
C'est ainsi qu'il rivalise avec le manoir de Laukko en tant que berceau de la famille Kurki.

## Propriétaires du manoir
- Niklis Koike (Kurki), conseiller d'État, –1426
- Henrik Svärd, conseiller d'État  1425–avant 1440,
- Hans Pedersson (Lepaa), juge
- Klas Hansson, juge, mort avant 1523
- Björn Klasson, conseiller d'État, mort en 1551
- Karin Stiernsköld, morte en 1584
- Mats Larsson Kruus, conseiller d'État, mort en 1606,
- Jesper Mattsson Kruus, financier, mort en 1622,
- Brita De la Gardie, morte en 1645,
- Lars Kruus af Gudhem, colonel, mort 1656,
- Agneta Horn af Björneborg, comtesse, morte en 1672,
- Fabian Wrede, fonctionnaire, mort en 1712,
- Magnus Julius De la Gardie, conseiller d'État, 1731–1741,
- Fredrik Axel von Fersen, conseiller d'État, 1758–1794
- Knut von Troil, conseiller secret 1798–1815
- Otto Joakim Brusiin, major, 1816–1817
- Otto Reinhold Brusiin, secrétaire 1817-39
- Fredrika Wilhelmina Brusiin née Spåre 1839–1841,
- Wilhelm Granlund, professeur 1841–1854,
- Otto Reinhold Brusiin, conseiller municipal, 1854–1911